# 陳昌文
陳昌文（1585年—1637年），字清时，號伯武，福建泉州府同安县军盐籍，翔风古区人，明朝政治人物。

## 生平
萬曆四十三年（1615年）乙卯科福建鄉試舉人，天啓二年（1622年）壬戌科進士。授广西平乐府司李，治尚宽和，在粤九载，历署诸篆，人诵为九印召杜。嘗曰：『治有三要，清、慎、勤耳。』崇祯四年擢南刑科给事中，士民遮道。崇祯八年（1635年）转北吏垣，疏请各郡邑立仓，令缙绅捐粟以备赈。劾尚书张凤翼防西失职状，未几于崇祯十年卒官，年五十三。墓在长兴北头山头乡。